# Liviu Oros
Liviu Oros (n. 26 martie 1931, satul Tîmpa, comuna Bacia, județul Hunedoara – d. 3 februarie 1986) a fost un arhitect, actor, decorator de interioare, instructor artistic și scenograf român, decedat tragic într-un accident rutier în 1986.

## Biografie
Nascut la 26 martie 1931, în satul Tîmpa, comuna Bacia, județul Hunedoara. Studii la Liceul “Decebal“ din Deva, promoția 1950. Absolvent al Institutului de Arhitectură „Ion Mincu” București (1956). Încă din timpul studenției este membru al Ansamblului Artistic al Sfatului Popular al Capitalei (“ Perinita“), precum și în Ansamblul Artistic al C.C. al U.T.C. Bucuresti (“Cununa Carpaților“). A fost îndrumat și pregătit profesional de o serie de maeștrii ai scenei sau ai artei coregrafice românești: Tita Sever, Nicolae Sever, Aurelia Sauteanu, Gheorghe Baciu, Gelu Matei, Vladimir Bodea, Marin Constantin, Sandu Feier, Nicolae Frunzeti și alții.A participat la trei Festivaluri Mondiale ale Tineretului și Studentilor: București(1953), Varsovia(1955 ), Moscova(1957),unde a obținut alături de colegii de ansamblu.

## Diplome și recunoaștere
Locul I și titlul de Laureat.
În 1958, revine la Deva, unde lucrează la Institutul de Proiectări Hunedoara-Deva.A înființat mai multe echipe de dansuri populare la întreprinderi și instituții, a activat ca interpret timp de 15 ani la Ansamblul Artistic Orășenesc al Clubului Sindicatelor.
În 1958, a participat la înființarea Teatrului de Stat de Estrada Deva, unde a devenit primul coregraf al acestuia. S-a pregătit permanent în domeniul artei actoricești, interpretând zeci de cuplete, monologuri sau scenete cu caracter satiric și comic. A creat trei personaje celebre: “VASALIE”, “Văru’ SINIEDRU” și “SOFRONICA”, nelipsite din snoavele sau povestirile presărate cu umorul popular ardelenesc, cunoscute și îndrăgite în toată țara.Este atestat ca artist liber profesoinist în specialitatea actor, prezentator gradul I.
Începând din anul 1959, a participat individual, sau împreună cu elevii săi, la toate concursurile artistice cu caracter național, obținând locuri fruntașe sau titlul de Laureat.A obținut trei titluri de Laureat, ca instructor și interpret de proză sau dansator și locul II cu Teatrul de Estradă Deva,unde a semnat și coregrafia; șapte titluri de Laureat la Festivalul Național „Cântarea României” (două la dansuri tematice, două ca interpret individual, unul la dansuri populare și două cu formația de estradă).
A colaborat la Radio și T.V.R. timp de 23 de ani. A fost prezent la spectacolele T.V.R. de mare anvergură: “Dialogurile la distanță'’, “Drum de glorii”, “Antena vă aparține”,“La hanul Ancuței”, "De la A la Infinit”, spectacole de varietăți și altele. A jucat în filme T.V. pentru tineret: “Stejarul din Borzești”, “Dan căpitan de plai" și în filmele de lung metraj: “Burebista” și “Un petic de cer”.A colaborat cu ansambluri artistice profesioniste și de amatori: “Ciocârlia”, “Rapsodia Română”, “Cununa Carpaților”, “Doina Timișului”, “Ansamblul Maramureșului”, Ansamblul Cindrelul” (Sibiu), “Țarina”(Alba-Iulia).

## Turneee peste hotare
A întreprins numeroase turnee artistice peste hotare : Franța, Italia, Olanda, Elveția, Austria, Iugoslavia, Polonia, U.R.S.S.. A fost distins cu numeroase diplome și decorat de două ori cu „Ordinul Cultural”.
S-a stins din viață în mod tragic, la 3 februarie 1986, într-un accident rutier.
În memoria lui, din anul 1992, se organizează anual la Deva, Festivalul de Umor „Liviu Oros”.

## Filmografie
- Un petic de cer (1984)